# 争取社会主义运动 (英国)
争取社会主义运动（英語：Movement for Socialism）是英国的一个托洛茨基主义组织。该组织起源于1985年工人革命党的分裂。当时，工人革命党一分为二。一开始，两个派别都沿用“工人革命党”这一名称，出版的刊物也都命名为《新路线》。后来，克里夫·斯洛特领导的一派，将其出版的刊物更名为《工人新闻》，因此这一派又被称为工人革命党 (工人新闻)。后来，工人革命党 (工人新闻)更名为争取社会主义运动。该组织是托洛茨基主义国际组织重建第四国际工人国际的核心。